# Яаніпеебу
Яаніпеебу (ест. Jaanipeebu) — село в Естонії, входить до складу волості Риуге, повіту Вирумаа.